# Remijia reducta
Remijia reducta är en måreväxtart som beskrevs av Julian Alfred Steyermark. Remijia reducta ingår i släktet Remijia och familjen måreväxter. Inga underarter finns listade i Catalogue of Life.